# Нововеличковська
Нововеличковська — станиця в Дінському районі Краснодарського краю. Центр Нововеличковського сільського поселення, до якого входять крім самої станиці Нововеличковська входять станиця Воронцовська, селища Найдорф і Дальній.
Населення — 8,7 тис. мешканців (2002).
Станиця розташована на річці Понура, у степовій зоні, за 30 км на захід від районного центру — станиці Дінска. Найближча залізнична станція Титарівка лежить за 14 км на схід від Нововеличковської біля станиці Новотитарівська.

## Історія
- Нововеличковське курінне селище засновано у 1823 році козаками Величковського куреня Чорноморського війська (сучасна станиця Старовеличковська), що за 25 км нижче за течією Понури.

## Відомі особистості
В поселенні народився:
- Бежкович Афанасій Семенович (1892—1977) — російський етнограф, музеєзнавець.